# Bramble Peak
Der Bramble Peak ist ein 2560 m hoher Berg im ostantarktischen Viktorialand. In den Victory Mountains überragt er die Nordostseite des Kopfendes des Croll-Gletschers.
Der United States Geological Survey kartierte ihn anhand eigener Vermessungen und Luftaufnahmen der United States Navy aus den Jahren von 1960 bis 1964. Das Advisory Committee on Antarctic Names benannte ihn 1970 nach Edward J. Bramble, Flugzeugmaschinist der Flugstaffel VX-6 der US Navy auf der McMurdo-Station im Jahr 1967.